# Aimée de Heeren
Aimée de Heeren, geboren als Aimée de Sotomayor (Castro (Paraná), 3 augustus 1903 – New York, 14 september 2006) was een Braziliaans model en socialite.

## Levensloop
De Heeren werd geboren in een gegoede familie. Ze was getrouwd met de stafchef van de Braziliaanse president Getúlio Vargas alvorens ze huwde met Rodman Heeren. Ze werd door Time in 1941 uitgeroepen tot een van de best geklede vrouwen ter wereld. Ze werd uitgenodigd op verschillende tophuwelijken, zoals tussen:
- Mohammad Reza Pahlavi en Soraya Esfandiary Bakhtiari (1951)
- John F. Kennedy en Jacqueline Kennedy Onassis (1953)
- Grace Kelly en Rainier III van Monaco (1956)
- Prins Charles en Diana Spencer (1981)

Ze was ook aanwezig bij de kroning van koningin Elizabeth in (1952) en de inauguratie van John F. Kennedy (1961) en Ronald Reagan (1981).
Ze trouwde met de Spaans-Amerikaanse Rodman Heeren, kleinzoon van Antonio Heeren, graaf van Heeren, en achterkleinzoon van John Wanamaker, de oprichter van de Wanamaker warenhuizen.
De Heeren overleed in New York op 103-jarige leeftijd.